# 맨디 머스그레이브
맨디 머스그레이브(Mandy Musgrave, 1986년 9월 19일 ~ )는 미국의 배우이다.

## 출연 작품
- 윈저 드라이브 (2015)
- 걸트래쉬: 올 나이트 롱 (2014)
- 열여섯 살의 첫키스 (2009)

### 텔레비전
- 우리 생애 나날들 (2004-05)
- 킹 오브 퀸즈 (2005)
- 헤크 패밀리 (2010)
- 90210 (2010)